# Filippo D'Acquarone
Pierfilippo D'Acquarone, noto come Filippo D'Acquarone (New York, 26 gennaio 1957), è un giornalista e nobile italiano.

## Biografia
Nato a New York nel 1957, Pierfilippo è figlio del duca Luigi Filippo d'Acquarone e di sua moglie, la contessa Emanuela Castelbarco Pindemonte Rezzonico; suo nonno paterno fu il duca Pietro d'Acquarone, Ministro della Real Casa dal 1939 al 1944 e che nell'estate del 1943 fece da intermediario fra Vittorio Emanuele III e gli esponenti politici del prefascismo e oppositori del regime, al fine di rimuovere Benito Mussolini, nominare al suo posto un governo non fascista e concordare con le forze armate angloamericane la fine delle ostilità; sempre per parte di suo padre è inoltre discendente dei principi Pignatelli; sua nonna materna era invece Wally Toscanini, figlia del celebre direttore d'orchestra Arturo, ed il suo prozio acquisito il celebre pianista Vladimir Horowitz. I suoi genitori si separano quando Filippo ha appena cinque anni e quindi si trasferisce a Roma al seguito della madre che intraprenderà una relazione con l'industriale lombardo Aldo Borletti; il padre, intrapresa l'attività di floricultore in Liguria, si risposò avendo altri due figli.
Inizialmente orientato al mondo della cinematografia e della regia, per merito della nonna Wally venne affiancato a Valerio Zurlini con l'intento di divenire suo aiuto regista, ma dopo il servizio militare decise di trasferirsi a vivere a New York. Qui intraprese la carriera giornalistica come corrispondente della Rai dagli Stati Uniti d'America, dove venne assunto da Antonello Marescalchi come documentarista. Quando la Abc venne acquistata da Arnoldo Mondadori Editore, tornò in Italia e sbarcò al TG4 di Rete 4 dove, sino al 2014, è stato il conduttore dell'edizione del telegiornale delle 11:30 e delle 14:00, alternandosi a Diletta Petronio, Marina Dalcerri, Giuliana Fiorentino, Donatella Di Paolo, Francesca Romanelli. Si è occupato in particolare di notizie provenienti dall'estero e di economia.
Il giornalista ed opinionista Klaus Davi lo ha definito esponente di un giornalismo "colto, distinto, rassicurante".

## Matrimoni e discendenza
Si sposò una prima volta con Antonella Gallarati Scotti, sua lontana cugina, figlia di Federico Gallarati Scotti e di Lavinia Taverna. 
Dopo la separazione, si risposò con Elisabeth Dallimore Mallaby, meglio conosciuta come Spray Mallaby, componente della prima formazione de I Gatti di Vicolo Miracoli capitanata da Gianandrea Gazzola, da cui ha avuto una figlia, Viola Veronica D'Acquarone, in arte Veyl, musicista elettronica.
Attualmente ha una relazione con Nicoletta Gemnetti della Radiotelevisione svizzera.

## Ascendenza
|                                                          |                                              |                                                | Genitori                                      |  |  | Nonni |  |  | Bisnonni                                       |  |  | Trisnonni                              |  |
|                                                          |                                              |                                                |                                               |  |  |       |  |  | Luigi Filippo Acquarone, III conte d'Acquarone |  |  | Pietro Acquarone, II conte d'Acquarone |  |
|                                                          |                                              |                                                |                                               |  |  |       |  |  | Luigi Filippo Acquarone, III conte d'Acquarone |  |  | Pietro Acquarone, II conte d'Acquarone |  |
|                                                          |                                              | Maria Gabriella Landolina di Torrebruna        |                                               |  |  |       |  |  | Luigi Filippo Acquarone, III conte d'Acquarone |  |  |                                        |  |
| Pietro d'Acquarone, I duca d'Acquarone                   |                                              |                                                |                                               |  |  |       |  |  | Luigi Filippo Acquarone, III conte d'Acquarone |  |  |                                        |  |
|                                                          |                                              | Maria Pignatelli di Montecalvo                 | Alfonso Pignatelli di Montecalvo              |  |  |       |  |  |                                                |  |  |                                        |  |
|                                                          |                                              | Maria Pignatelli di Montecalvo                 | Alfonso Pignatelli di Montecalvo              |  |  |       |  |  |                                                |  |  |                                        |  |
|                                                          |                                              | Maria Pignatelli di Montecalvo                 | Marianna Pandolfelli                          |  |  |       |  |  |                                                |  |  |                                        |  |
| Luigi Filippo d'Acquarone, II duca d'Acquarone           |                                              | Maria Pignatelli di Montecalvo                 |                                               |  |  |       |  |  |                                                |  |  |                                        |  |
|                                                          |                                              | Cesare Trezza di Musella                       |                                               |  |  |       |  |  |                                                |  |  |                                        |  |
|                                                          |                                              |                                                |                                               |  |  |       |  |  |                                                |  |  |                                        |  |
|                                                          |                                              |                                                |                                               |  |  |       |  |  |                                                |  |  |                                        |  |
| Maddalena Trezza di Musella                              |                                              |                                                |                                               |  |  |       |  |  |                                                |  |  |                                        |  |
|                                                          |                                              | Elena Sofia Knowles                            |                                               |  |  |       |  |  |                                                |  |  |                                        |  |
|                                                          |                                              |                                                |                                               |  |  |       |  |  |                                                |  |  |                                        |  |
|                                                          |                                              |                                                |                                               |  |  |       |  |  |                                                |  |  |                                        |  |
| Pierfilippo d'Acquarone, III duca d'Acquarone            |                                              |                                                |                                               |  |  |       |  |  |                                                |  |  |                                        |  |
|                                                          | Tomaso Castelbarco Visconti Simonetta, conte | Giuseppe Castelbarco Visconti Simonetta, conte |                                               |  |  |       |  |  |                                                |  |  |                                        |  |
|                                                          | Tomaso Castelbarco Visconti Simonetta, conte | Giuseppe Castelbarco Visconti Simonetta, conte |                                               |  |  |       |  |  |                                                |  |  |                                        |  |
|                                                          | Tomaso Castelbarco Visconti Simonetta, conte | Edoarda Gallarati Scotti                       |                                               |  |  |       |  |  |                                                |  |  |                                        |  |
| Emanuele Alberto Castelbarco Pindemonte Rezzonico, conte | Tomaso Castelbarco Visconti Simonetta, conte |                                                |                                               |  |  |       |  |  |                                                |  |  |                                        |  |
|                                                          |                                              | Maria Luigia Pindemonte Rezzonico              | Giovanni Luigi Pindemonte Rezzonico, marchese |  |  |       |  |  |                                                |  |  |                                        |  |
|                                                          |                                              | Maria Luigia Pindemonte Rezzonico              | Giovanni Luigi Pindemonte Rezzonico, marchese |  |  |       |  |  |                                                |  |  |                                        |  |
|                                                          |                                              | Maria Luigia Pindemonte Rezzonico              | Maria Luigia Franza                           |  |  |       |  |  |                                                |  |  |                                        |  |
| Emanuela Castelbarco Pindemonte Rezzonico                |                                              | Maria Luigia Pindemonte Rezzonico              |                                               |  |  |       |  |  |                                                |  |  |                                        |  |
|                                                          |                                              | Arturo Toscanini                               | Claudio Toscanini                             |  |  |       |  |  |                                                |  |  |                                        |  |
|                                                          |                                              | Arturo Toscanini                               | Claudio Toscanini                             |  |  |       |  |  |                                                |  |  |                                        |  |
|                                                          |                                              | Arturo Toscanini                               | Paola Montani                                 |  |  |       |  |  |                                                |  |  |                                        |  |
| Wally Toscanini                                          |                                              | Arturo Toscanini                               |                                               |  |  |       |  |  |                                                |  |  |                                        |  |
|                                                          |                                              | Carla De Martini                               |                                               |  |  |       |  |  |                                                |  |  |                                        |  |
|                                                          |                                              |                                                |                                               |  |  |       |  |  |                                                |  |  |                                        |  |
|                                                          |                                              |                                                |                                               |  |  |       |  |  |                                                |  |  |                                        |  |
|                                                          |                                              |                                                |                                               |  |  |       |  |  |                                                |  |  |                                        |  |